# Lebed XI
Con la sigla Lebed XI furono identificati una serie di aerei monomotore da ricognizione biposto a velatura biplana realizzati dall'allora azienda russo imperiale Lebed negli anni dieci del XX secolo.
Non si trattò di un progetto originale bensì il risultato di riparazioni e conversioni di esemplari catturati prodotti dalla tedesco imperiale Albatros Flugzeugwerke per cui erano caratterizzati da misure e motorizzazioni diverse tra loro.
Riutilizzati dalla Imperatorskij voenno-vozdušnyj flot, la componente aerea dell'Esercito imperiale russo, durante le fasi finali della prima guerra mondiale, consentirono alla casa costruttrice di acquisire esperienza successivamente messa a frutto per lo sviluppo del Lebed XII, che si distingueva principalmente per l'adozione permanente di un motore radiale Salmson di costruzione locale dall'inusuale raffreddamento a liquido.

## Storia
La Lebed, azienda aeronautica fondata dall'imprenditore russo Vladimir Aleksandrovič Lebedev, iniziò la propria attività con la costruzione su licenza di modelli di concezione francese quali i Deperdussin, i Nieuport IV ed i Farman IV. Con lo scoppio del primo conflitto mondiale l'azienda, oltre ad aver acquisito nuove licenze di produzione come per il britannico Sopwith Tabloid, si specializzò nella riparazione dei velivoli incidentati e catturati di produzione tedesco imperiale. Le operazioni che dal 1915 riportarono i vari velivoli, si stima tra le 130 e le 150 unità, alle condizioni di volo erano tuttavia impossibili da standardizzare non avendo, come è ovvio, la possibilità di accedere alle parti di ricambio originali; fu così che, una volta riparati, questi aerei vennero identificati con il nome Lebed (Лебедь, in russo "cigno") seguito da un numero romano.
Tra i modelli catturati i più numerosi furono i biplani biposto non armati realizzati dall'Albatros Flugzeugwerke, identificati dall'Idflieg come B-Typ, che una volta riparati vennero identificati come "tipo" XI seguito dal suffisso A, riferito all'originaria produzione Albatros, più numero arabo che ne identificava la motorizzazione. Il Lebed XI A2, ad esempio, identificava un Albatros B-Typ motorizzato con un Benz Bz.III 6 cilindri in linea da 150 PS (110 kW).
I Lebed XI, come si deduce, ebbero solo un aspetto generale sostanzialmente simile, monomotore a configurazione traente, velatura biplana, fusoliera biposto con abitacoli aperti e separati posti in tandem e carrello fisso, tuttavia differivano nella motorizzazione (Mercedes D.I,  D.II e D.III da 100, 120 e 160 PS, Benz Bz.II e Bz.III da 120, 140 e 150 PS, Maybach Mb.III da 160 PS.) e nelle dimensioni, con diverse aperture e superfici alari.
Una serie di questi velivoli fu motorizzata con i motori radiali Salmson di costruzione locale, dando così origine al primo modello concepito dall'azienda, il Lebed XII.

## Impiego operativo
Le buone caratteristiche che contraddistinguevano gli Albatros rimasero anche nelle loro versioni derivate, così che i Lebed XI vennero utilizzati essenzialmente come aerei da ricognizione fino alla loro sostituzione con modelli più recenti e come aerei da addestramento nelle scuole di volo per la formazione dei nuovi piloti militari.

## Utilizzatori
Russia
- Imperatorskij voenno-vozdušnyj flot

### Riviste
- Viktor P. Kulikov, Aeroplanes of Lebedev's Factory, in Air Power History, vol. 48, 2001.